# Rhochmopterum pygmaeum
Rhochmopterum pygmaeum är en tvåvingeart som beskrevs av Munro 1935. Rhochmopterum pygmaeum ingår i släktet Rhochmopterum och familjen borrflugor. Inga underarter finns listade i Catalogue of Life.